# Adria Transport
Adria Transport d.o.o. je slovensko železniško prevozno podjetje s sedežem v Kopru. Primarna dejavnost podjetja je železniški prevoz tovora iz Luke Koper.

## Zgodovina
Podjetje sta leta 2005 ustanovila Luka Koper in avstrijska družba GKB Graz, z namenom izboljšanja železniškega transporta med koprskim pristaniščem in zalednimi trgi. Podjetje je bilo prva zasebna družba v Sloveniji z dejavnostjo na področju prevozov po železnici. Po pridobitvi dovoljenj v Sloveniji in Avstriji je podjetje avgusta 2008 pričelo z operativnim delovanjem, eden prvih projektov je bil tedenski prevoz kerozina iz Luke Koper do letališča Schwechat na Dunaju. Kasneje so uvedli redne prevoze zabojnikov med Luko Koper in Cargo Centrom Graz (CCG), zatem pa razširili storitve na Avstrijo, Madžarsko, Češko, Hrvaško in Slovaško.
Od leta 2011 je Adria Transport članica  International Transport Comittee (CIT), mednarodnega združenja železniških in ladijskih podjetij, ki izvajajo mednarodni potniški in tovorni promet po železnici.

## Storitve
Podjetje opravlja železniške prevoze v in iz Luke Koper ter v tranzitu prek Slovenije proti Avstriji, Italiji, Hrvaški in Madžarski. Storitve opravlja s svojimi ali najetimi lokomotivami, lahko tudi s svojimi specializiranimi tovornimi ali kontejnerskimi vagoni.
Opravlja tudi prevoz celotnih vlakovnih kompozicij s  ladijskimi kontejnerji in univerzalnimi zabojniki, na relaciji Luka Koper – Cargo Center Gradec – Luka Koper, ter prevoze drugih vrst tovora npr. avtomobilov, pločevine ali žitaric.

## Lokomotive
Družba je imela zaradi omejitev nosilnosti na progi Železniška proga Zidani Most–Šentilj–d. m. v letu 2014 najeti dve lokomotivi ÖBB serije 1822. V letu 2022 si je sposojala dodatne lokomotive tipa Siemens Vectron od podjetij LTE Group, Budamar Logistics in ELL.
|    | slika | pogon                     | model lokomotive            | oznaka   | ime       |
| -- | ----- | ------------------------- | --------------------------- | -------- | --------- |
| 1. |       | diesel-električni         | Siemens Hercules ER-20      | 2016-920 | »Irena«   |
| 2. |       | diesel-električni         | Siemens Hercules ER-20      | 2016-921 | »Ingrid«  |
| 3. |       | električni (večsistemski) | Siemens Taurus ES 64 U4     | 1216-920 | »Marija«* |
| 4. |       | električni (večsistemski) | Siemens Taurus III ES 64 U4 | 1216-921 | »Tamara«  |
| 5. |       | električni (večsistemski) | Siemens Taurus III ES 64 U4 | 1216-922 | »Vanja«   |
| 6. |       | električni (večsistemski) | Siemens Vectron X4          | 193-822  | »Katja«   |
| 7. |       | električni (večsistemski) | Siemens Vectron X4          | 193-012  | »Nina«    |

* kljub poimenovanju lokomotiva nima napisne oznake imena